# Stanisław Zahradnik
Stanisław Zahradnik (ur. 26 kwietnia 1932 w Kojkowicach, zm. 5 listopada 2023) – archiwista, historyk, bibliograf, bibliofil, działacz społeczny.

## Życiorys
Urodził się 26 kwietnia 1932 roku w Kojkowicach w Czechosłowacji, w rodzinie o polskim rodowodzie, wyznania ewangelicko-augsburskiego, mówiącej gwarą śląsko-polską. W 1938 roku rozpoczął naukę w miejscowej szkole ludowej z polskim językiem nauczania. Po wybuchu II wojny światowej językiem nauczania był język niemiecki. Po wojnie uczęszczał do Polskiego Gimnazjum w Czeskim Cieszynie. Studiował historię na Uniwersytecie Karola w Pradze. Studia ukończył w 1956 roku. W 1967 roku uzyskał tam stopień naukowy kandydata nauk historycznych, a 1968 roku – tytuł akademicki doktora filozofii. W 1996 roku otworzył przewód habilitacyjny na Uniwersytecie w Opolu, który, pomimo pozytywnych recenzji rozprawy habilitacyjnej, nie został ukończony.
Zmarł 5 listopada 2023 po długiej chorobie.

### Praca zawodowa
W latach 1956–1992 był kierownikiem Archiwum Zakładowego w Hucie Trzyniec. Organizował i przez kilkanaście lat był kierownikiem muzeum hutniczego – pierwszej tego rodzaju placówki w Czechosłowacji. Z hutnictwem związana jest duża część jego prac naukowych i publikacji.

### Dorobek twórczy
Dotyczy głównie historii i spraw aktualnych, ze szczególnym uwzględnieniem regionu trzynieckiego, miejscowej huty żelaza i zaolziańskiej społeczności polskiej. Do roku 2012 napisał 42 książki, zamieścił 144 utwory w pracach zbiorowych i 541 artykuły w czasopismach i kalendarzach w językach polskim i czeskim. Brał czynny udział w sesjach naukowych i popularnonaukowych, pisał scenariusze i organizował wystawy historyczne, porządkował lokalne archiwa. 
Był autorem haseł w Słowniku biograficznym działaczy polskiego ruchu robotniczego.

### Działalność społeczna
Prowadził szeroko zakrojoną działalność społeczną. Początkowo w Stowarzyszeniu Młodzieży Polskiej, później w Polskim Związku Kulturalno-Oświatowym, gdzie w roku 1965 założył Sekcję Historii Regionu i był jej przewodniczącym z przerwami do 2007 roku. Był też prezesem i członkiem Zarządu SRPS PSP Trzyniec I.

### Działalność artystyczna i sportowa
Uprawiał tenis stołowy i biegi narciarskie. Od lat szkolnych należał do teatrów amatorskich, śpiewał w chórach Stowarzyszenia Młodzieży Polskiej, Polskiego Związku Kulturalno-Oświatowego i PZŚ „Hutnik” oraz w zespołach (oktet gimnazjalny, Kwartet Męski Piechaczka). W czasie studiów był członkiem zespołu folklorystycznego.

### Życie prywatne
Ojciec, Paweł Zahradnik (1903-1961), był robotnikiem w hucie w Trzyńcu, matka, Zuzanna z d. Chmiel, prowadziła gospodarstwo domowe. Miał brata Władysława (1929-1982) i 4 siostry: Annę Polok (1926-1994), Martę (zmarła w wieku niemowlęcym), Wandę Szurman (ur. 1935) i Zofię Besarab (ur. 1945). Dwukrotnie żonaty. 3 córki, 5 wnuków i 1 wnuczka.

## Ważniejsze publikacje
- Zahradnik Stanisław: Třinecké železárny v 19. století. Opava 1961. SÚ ČSAV Opava, 45 s., il., 21 cm
- Zahradnik Stanisław, Białoń Adam: Sborník technicko-hospodářských a sociálních ukazatelů 1910-1965. Třinec 1965. TŽ VŘSR, Závodní tiskárna TŽ, 626 s., tab., 16 cm
- Zahradnik Stanisław: Z przeszłości gminy Końskiej. Przygotował do druku Stanisław Zahradnik. Końska 1968. MK PZKO Końska-Podlesie, Drukarnia Zakładowa HT, 44 s., il., 21 cm
- Zahradnik Stanisław: Třinecké železárny. Období Báňské a hutní společnosti 1906-1938. Praha: PRÁCE, 1969, 345 s., tabl., il., 22 cm
- Zahradnik Stanisław: Z dějin Třineckých železáren. Sborník. Autorský kolektiv, pořadatel Stanisław Zahradnik. Praha: PRÁCE, 1970, 357 s., tab., 21 cm
- Zahradnik Stanisław: Ruch zawodowy w Hucie Trzynieckiej. Trzyniec 1971. Ogólnozakładowy Zarząd ROH Huty Trzyniec. Drukarnia HT, 184 s., il., 21 cm
- Zahradnik Stanisław: Odborové hnutí v Třineckých železárnách VŘSR. Třinec 1971. PV ROH TŽ VŘSR Třinec. Tiskárna TŽ, 244 s., il., 21 cm
- Zahradnik Stanisław: Z historii polskiego szkolnictwa w Trzyńcu. Jednodniówka z okazji 40 rocznicy powstania Polskiej Szkoły Wydziałowej (obecnie PDSP) w Trzyńcu. Trzyniec 1971. SRPS PDSP Trzyniec. Drukarnia Zakładowa Huty Trzyniec, 50 s., il., 21
- Zahradnik Stanisław: 50 let KSČ na Třinecku: Příspěvek ke vzniku a rozvoji komunistického hnutí v období politických bojů 1919-1948. Třinec 1971. PV KSČ. Podniková tsikárna TŽ, 92 s., 30 cm
- Zahradnik Stanisław: Třinec. Historický nástin vydaný u příležitosti 40. výročí povýšení na město. Třinec 1972 :MěstNV Třinec, 83 s., il., 24 cm
- Zahradnik Stanisław: Trzyniec. Zarys historyczny z okazji 40-lecia miasta Trzyniec 1972. MRN w Trzyńcu, 78 s., il., 24 cm
- Zahradnik Stanisław: Průvodce po Podnikovém archivu Třineckých železáren VŘSR, n.p. Třinec. Třinec 1984. Zvláštní odbor TŽ. Tiskárna TŽ VŘSR, 104 s., il., 21 cm
- Zahradnik Stanisław: Zaolziańskie ofiary okupacji hitlerowskiej w byłych powiatach czeskocieszyńskim i frysztackim 1939-1945. Opole 1988 Instytut Śląski. Instytut Naukowo-Badawczy w Opolu, 301 s., 24 cm
- Zahradnik Stanisław: Czasopiśmiennictwo w języku polskim na terenach Czechosłowacji w latach 1848–1938. Opole 1989. Wyższa Szkoła Pedagogiczna, 256 s., il., 24 cm
- Zahradnik Stanisław, Szurmanová Irena: Městská knihovna Třinec. Třinec a TŽ VŘSR: Doporučující bibliografie. Třinec 1989. Městská knihovna Třinec, 51 s., 21 cm
- Zahradnik Stanisław: Struktura narodowościowa Zaolzia na podstawie spisów ludności: 1880-1991. Trzyniec 1991, nakł. wł. Druk i układ graficzny: Drukarnia HT w Trzyńcu, 107 s., 21 cm
- Zahradnik Stanisław, Ryczkowski Marek: Korzenie Zaolzia. Warszawa – Praga -Trzyniec 1992. PAI S.A. Wydawnictwo PAI-press (Oldřich Harok, Szonów), 181 s., 21 cm
- Zahradnik Stanisław: Struktura narodowościowa na Zaolziu według wyników spisów ludności 1880-1991. W: Zarys dziejów Śl. Cieszyńskiego. Ostrawa-Praga, 1992.s.159-254
- Zahradnik Stanisław, Branna Danuta: Tisk na Těšínsku 1848-1998. Czasopiśmiennictwo na Śląsku Cieszyńskim 1848-1998. Český Těšín 1998. Muzeum Těšínska a Dokumentační centrum Kongresu Poláků v ČR, 32 s., il., 32 cm
- Siwek Tadeusz, Zahradnik Stanisław, Szymeczek Józef: Polská národní menšina v Československu 1945-1954. Praha 2000 Ústav pro soudobé dějiny AV ČR, 114 s.; 25 cm
- Siwek Tadeusz, Zahradnik Stanisław, Szymeczek Józef: Polská národní menšina v Československu 1945-1954. Wyd 2. Praha 2001. Ústav pro soudobé dějiny AV ČR, 116 s., il., 25 cm.
- Zahradnik Stanisław: Sto lat polskiej szkoły ludowej 1861-1960 na tle przemian gminy Łyżbic. Publikacja z okazji 100. rocznicy przebudowy budynku szkolnego. Trzyniec-Łyżbice 2003. MK PZKO Trzyniec-Łyżbice, 60 s., il., 21 cm
- Grono profesorów i wychowawców Polskiego Gimnazjum Realnego im. Juliusza Słowackiego oczyma uczniów i społeczeństwa. Materiały z Seminarium SHR – Karwina 13 XI 2004. Przygotował Stanisław Zahradnik. Czeski Cieszyn 2004. PCP w Czeskim Cieszynie, 63 s., il., 30 cm
- Zahradnik Stanisław: Ropica – wioska cieszyńska. Ropice 2004 Urząd Gminny Ropice, T-PRINT, s.r.o., Třinec, 232 s., il.; 25 cm
- Zahradnik Stanisław: Ropice – vesnice Těšínska. Český překlad: Stanisław Zahradnik. Ropice 2004. Ebecní uřad Ropice, T-PRINT, s.r.o., Třinec, 232 s., il., 25 cm
- Z myślą o potomnych. [Publikacja z okazji 40-lecia SHR ZG PZKO]. Pod redakcją Stanisława Zahradnika. Opole – Czeski Cieszyn 2005. SHR ZG PZKO, INP UO, OD KP w RC, 97 s., il., 24 cm
- Zorganizowany sport polski na Zaolziu 1920 – 2000. Praca zbiorowa pod redakcją Stanisława Zahradnika. Czeski Cieszyn – Cieszyn: SHR ZG PZKO, OD KP w RC, 2005, 182 s., il., 21 cm
- Zahradnik Stanisław: Kojkowice. Monografia mojej wsi rodzinnej.- Trzyniec: OFFSETdruk i MEDIA Sp. z o.o., Cieszyn, 127 s., il., 25 cm
- Młodzież polska na Zaolziu 1945-2005. Referaty, materiały źródłowe, przedruki. Seminarium Sekcji Historii Regionu. Czeski Cieszyn, 25 listopada 2006 r. Praca zbiorowa pod redakcją Stanisława Zahradnika.- Czeski Cieszyn: SHR ZG PZKO, PCP, 2006. – 79 s., il. 30 cm
- Minęło 55 LAT. Publikacja okolicznościowa pod redakcją Stanisława Zahradnika przy współpracy Jana Kufy i Józefa Kajfosza. Czeski Cieszyn 2007 Komitet Klasy Maturalnej 1945-1951 Polskiego Gimnazjum w Czeskim Cieszynie. 107 s., il.
- Zahradnik Stanisław: Materiały do bibliografii dorobku twórczego Polaków na Zaolziu 1919-2004. Opole 2007. Wydawnictwo Uniwersytetu Opolskiego, 215 s., 24 cm ISBN 978-83-7395-3.
- Minęło 55 lat. Publikacja okolicznościowa pod redakcją Stanisława Zahradnika przy współpracy Jana Kufy i Józefa Kajfosza. Komitet Klasy Maturalnej 1945-1951 Polskiego Gimnazjum w Czeskim Cieszynie. Wydanie drugie, poprawione i uzupełnione. Zredagował Jan Kufa. Czeski Cieszyn 2008, 135 s., il., 24 cm
- Zahradnik Stanisław: Obrázky z minulosti Třince / Obrazki z przeszłości Trzyńca. Nakladatelství BESKYDY 2011
- Polskie życie sportowe w Trzynieckiem. Praca zbiorowa pod redakcją Stanisława Zahradnika. Materiały z konferencji naukowej z okazji 90. rocznicy założenia Polskiego Klubu Sportowego „Siła” Trzyniec, która odbyła się w Trzyńcu w dniu 26 czerwca 2010. Czeski Cieszyn 2011 ZG PZKO, 104 s., il., 23 cm
- Zahradnik Stanisław: Polacy z Zaolzia w najwyższych organach ustawodawczych Czechosłowacji, Republiki Czeskiej i Polski 1919-2010. Przyczynek do biografii i działalności. Czeski Cieszyn 2011 PZKO w RC, 3 s., il., 24 cm, ISBN 978-80-87281-08-6, 12
- Zahradnik Stanisław: Ruch wydawniczy Polskiego Związku Kulturalno-Oświatowego w latach 1947–2011. Czeski Cieszyn 2012 Zarząd Główny Polskiego Związku Kulruralno-Oświatowego w Republice Czeskiej, 79 s., il., 21 cm, ISBN 978-80-87282-14-7.
- Zahradnik Stanisław: POŻARNICTWO POLSKIE NA ZAOLZIU Druga połowa XIX w. – 1947, Trzyniec 2017, Stamp Sp. z o.o., 80 s, il. 24 cm, ISBN 978-83-947674-0-2.
- Zahradnik Stanisław: TRZYNIEC Kompendium wiedzy o mieście i hucie, Trzyniec 2017, Stamp Sp. z o.o., 88 s, il. 24 cm, ISBN 978-83-947674-1-9.

## Odznaczenia (wybór)
- Wszystkie odznaczenia Polskiego Związku Kulturalno-Oświatowego włącznie z ODZNACZENIEM ZASŁUŻONY DLA ZWIĄZKU I. STOPNIA ZŁOTE Z WPISEM DO ZŁOTEJ KSIĘGI, 2005
- ZŁOTA ODZNAKA HONOROWA, Stowarzyszenie Inżynierów i Techników Przemysłu Hutniczego, 1992
- NAGRODA IMIENIA OSKARA KOLBERGA, 1992
- ODZNAKA „ZASŁUŻONY DLA KULTURY POLSKIEJ”, 1995
- CZŁONEK HONOROWY MACIERZY ZIEMI CIESZYŃSKIEJ,1997 r
- KRZYŻ OFICERSKI ORDERU ZASŁUGI RZECZYPOSPOLITEJ POLSKIEJ, 1997
- DYPLOM HONOROWY. Polska Akademia Nauk – Wydział Nauk Społecznych i Komitet Badania Polonii, 2000
- SREBRNY MEDAL OPIEKUNA MIEJSC PAMIĘCI NARODOWEJ. Rada Ochrony Pamięci Walk i Męczeństwa, 2005
- Medal PRO MEMORIA. Urząd do Spraw Kombatantów i Osób Represjonowanych, 2007
- NAGRODA ONDRASZKA, Macierz Ziemi Cieszyńskie, 2008
- CENA MĚSTA TŘINCE za celoživotní přínos pro město Třinec v oblasti regionální historie, 2009
- DYPLOM HONOROWY za działania w celu wdrażania zasad demokracji, praw człowieka oraz praw mniejszości narodowych, jak również za długoletnią pracę w interesie wspólnot mniejszości narodowych. W 20. rocznicę powstania Ruchu Politycznego WSPÓLNOTA, 2010
- MEDAL PAMIĄTKOWY MACIERZY SZKOLNEJ W RC w dowód uznania zasług w dziele zachowania tradycji Macierzy Szkolnej Ziemi Zaolziańskiej, 2010
- JUBILEUSZOWY LAUR z okazji 125 lat istnienia Macierzy Ziemi Cieszyńskiej 1885 – 2010
- MEDAL ZA ZASŁUGI. Polska Szkoła Podstawowa w Trzyńcu za szczególne zasługi dla dobra i rozwoju szkoły, 2011